# Alter Botanischer Garten (München)

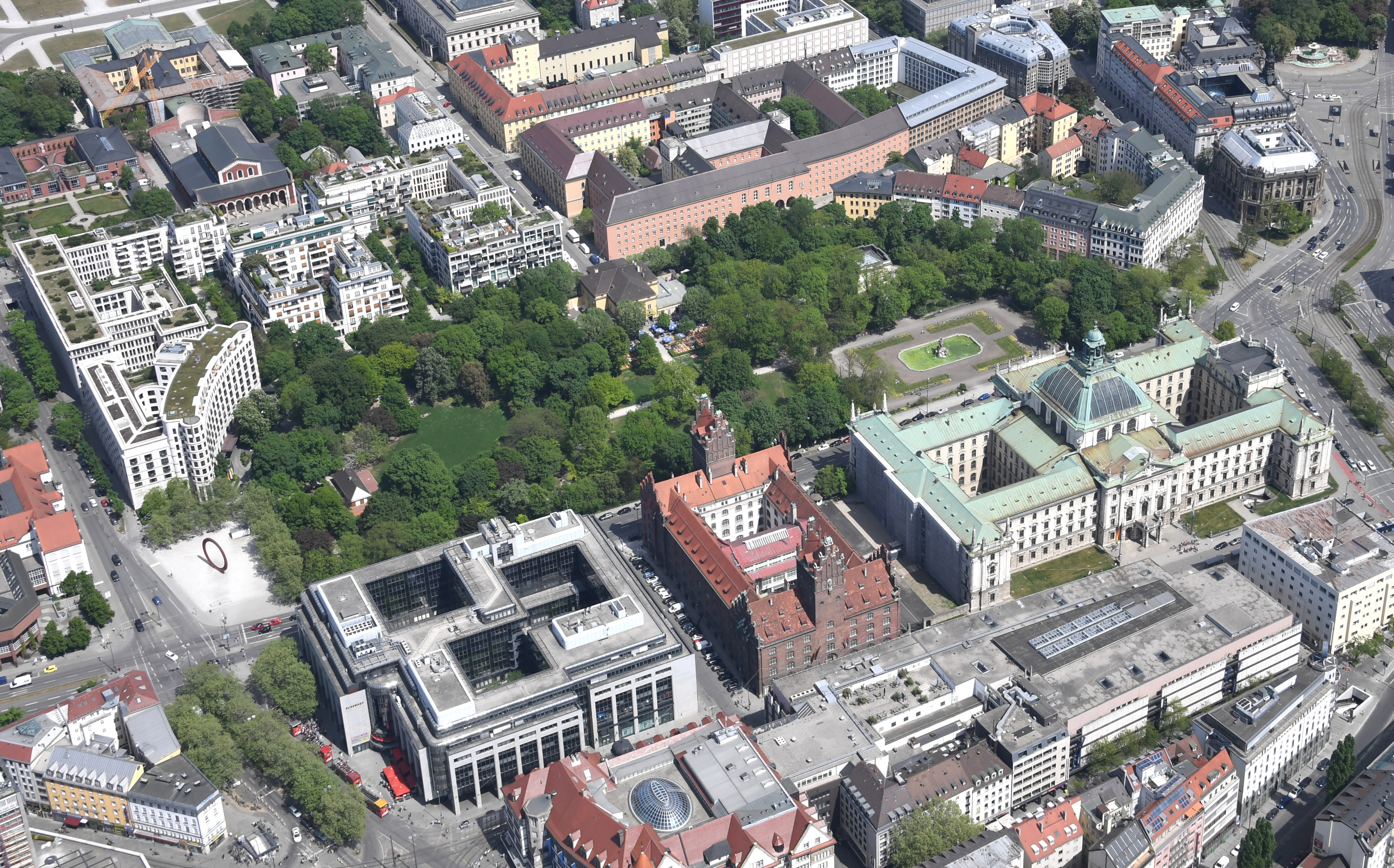
Luftbild des Alten Botanischen Gartens

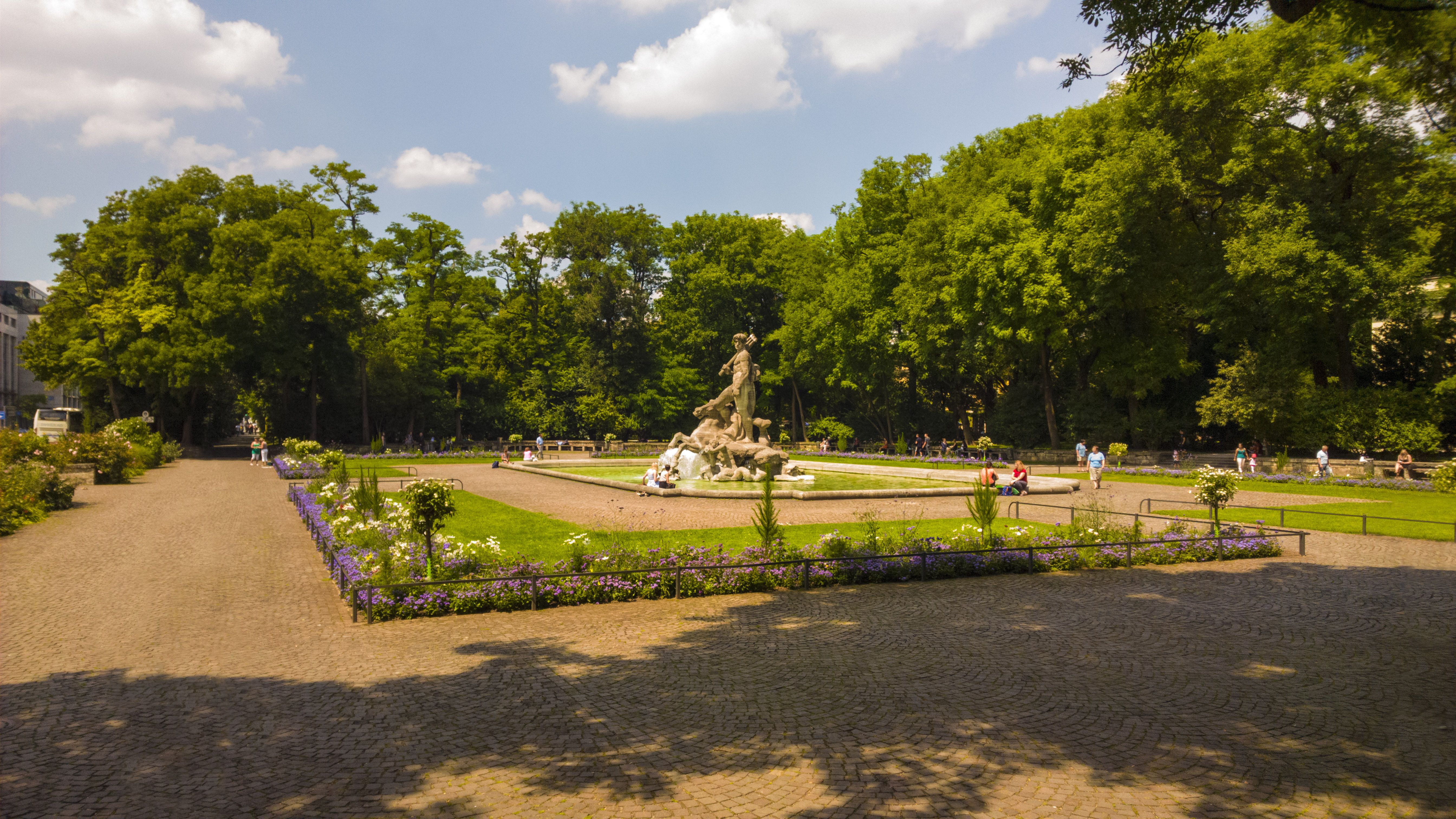
Alter Botanischer Garten mit Neptunbrunnen

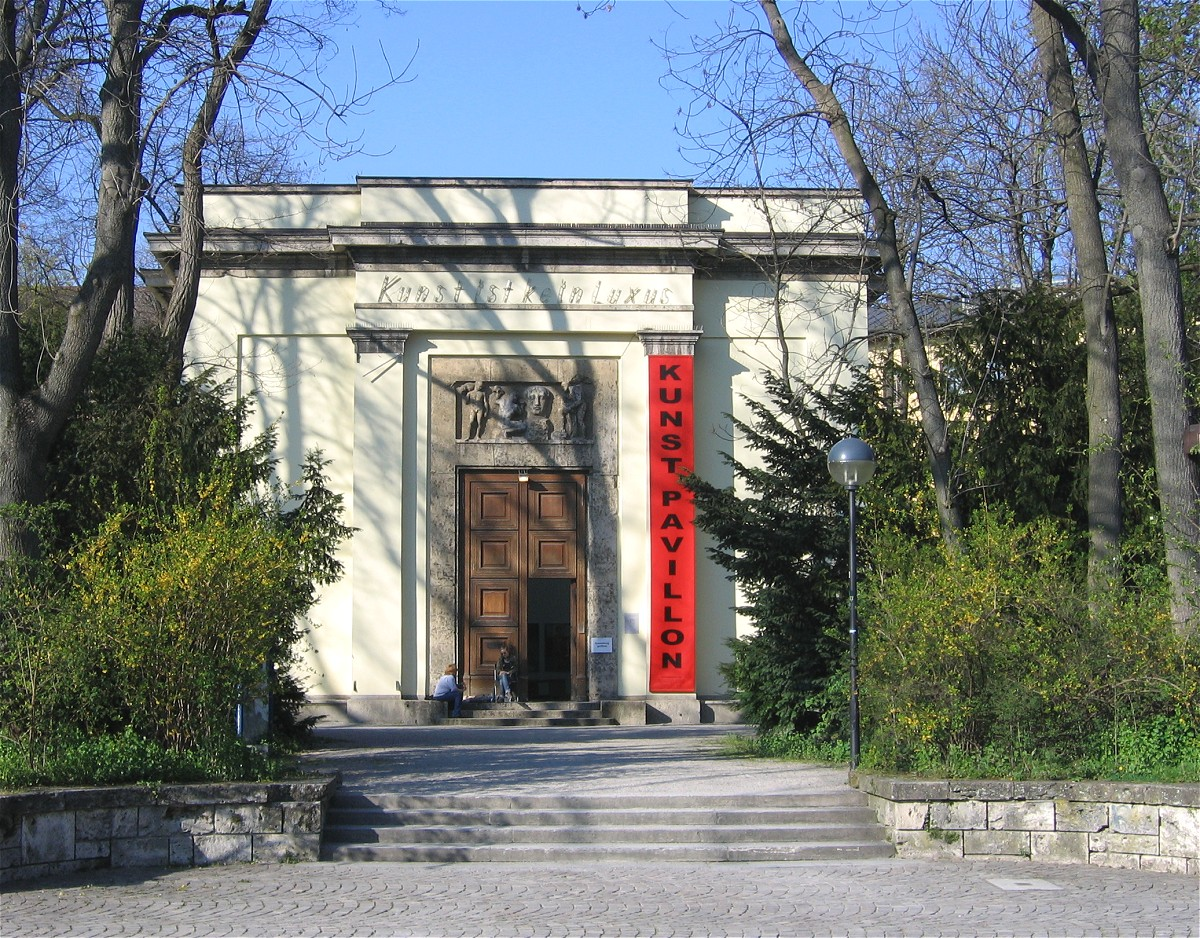
Kunstpavillon

Der Alte Botanische Garten liegt am Lenbachplatz in München im Stadtbezirksteil Königsplatz der Maxvorstadt und ist heute eine Parkanlage. Er wird auf der Südseite durch einen geraden und 360 Meter langen Abschnitt der Elisenstraße begrenzt, während er auf den anderen Seiten bogenförmig durch die Sophienstraße begrenzt wird. Im Süden grenzt auf der gegenüberliegenden Seite der Elisenstraße das Areal des Justizpalasts an, und im Nordwesten The Charles Hotel. Das Areal nimmt eine Fläche von rund vier Hektar ein.

## Denkmalschutz
Der Alte Botanische Garten steht unter Denkmalschutz und ist unter dem Aktenzeichen D-1-62-000-217 in der Denkmalliste des Bayerischen Landesamtes für Denkmalpflege erfasst.

## Geschichte
Der Alte Botanische Garten  wurde von 1804 bis 1812 nach Plänen des Landschaftsarchitekten Friedrich Ludwig von Sckell angelegt und am 23. Mai 1812 eröffnet. Damals stand der Garten unter der Leitung von Franz von Paula von Schrank. Das klassizistische Eingangsportal am Lenbachplatz, das 1812 nach einem Entwurf des portugiesischen Baumeisters Emanuel Joseph d’Herigoyen errichtet wurde, ist das heute noch vorhandene Wahrzeichen des Gartens.

“FLORVM DAEDALAE TELLVRIS GENTES DISSITAE
MAXIMILIANI IOS. R. NVMINE CONSOCIATAE MDCCCXII”

„Der Blumen über den Erdkreis zerstreute Gattungen auf Geheiß des Königs Maximilian Joseph 1812 hier vereint.“

1854 wurde an der Nordseite des Parks anlässlich der Internationalen Industrieausstellung in München der Glaspalast errichtet, der 1931 einem Großbrand zum Opfer fiel.
Zumindest für die Saisonen 1931/32 und 1932/33 wurde anstelle des Glaspalastes eine Eisbahn errichtet, auf der die Endrunde zur Deutschen Eishockeymeisterschaft 1933 ausgetragen wurde.
Nachdem 1914 der Neue Botanische Garten vor den damaligen Toren Münchens in Nymphenburg angelegt worden war, wurde der bisherige Botanische Garten 1937 nach einer Skizze von Paul Ludwig Troost sowie Plänen des Architekten Oswald Bieber und des Bildhauers Joseph Wackerle zu einem Park umgestaltet; dabei entstanden der Neptunbrunnen in der Mitte der Anlage und ein Kaffeehaus in historisierendem Stil, das heutige Park Café. Außerdem wurde ein kleines Ausstellungsgebäude errichtet. Es wurde im Zweiten Weltkrieg schwer zerstört, später von Münchner Künstlern in Selbsthilfe wieder aufgebaut. Das Gebäude, das als Kunstpavillon bezeichnet wird, nutzt heute der Verein Ausstellungsleitung Pavillon e. V. für Ausstellungen aktueller bildender Kunst.
An die ursprüngliche Funktion des Alten Botanischen Gartens erinnern heute noch zahlreiche exotische Bäume.

## Kriminalität
Stand 2022 gilt der Alte Botanische Garten seit Jahren als Kriminalitätsschwerpunkt. Die Münchner Polizei reagierte mit einem Konzept aus Videoüberwachung, Rückschnitt der Sträucher und einer hohen Kontrolldichte. Im Sommer 2025 eröffneten Sportplätze im Park, durch die Anwesenheit der neuen Parkbenutzer soll die Drogenszene weiter zurückgedrängt werden.

## Fotos

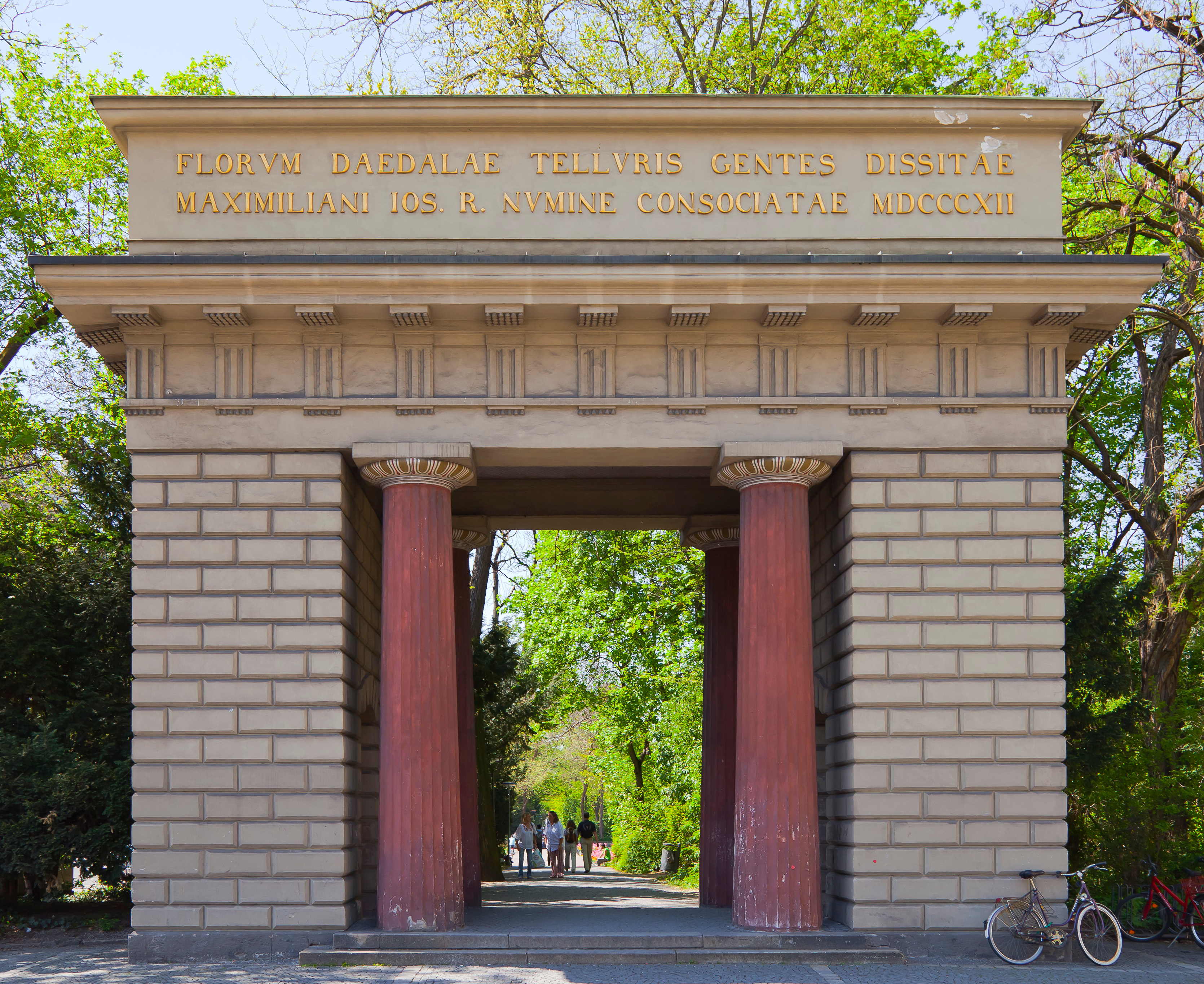
Eingangsportal
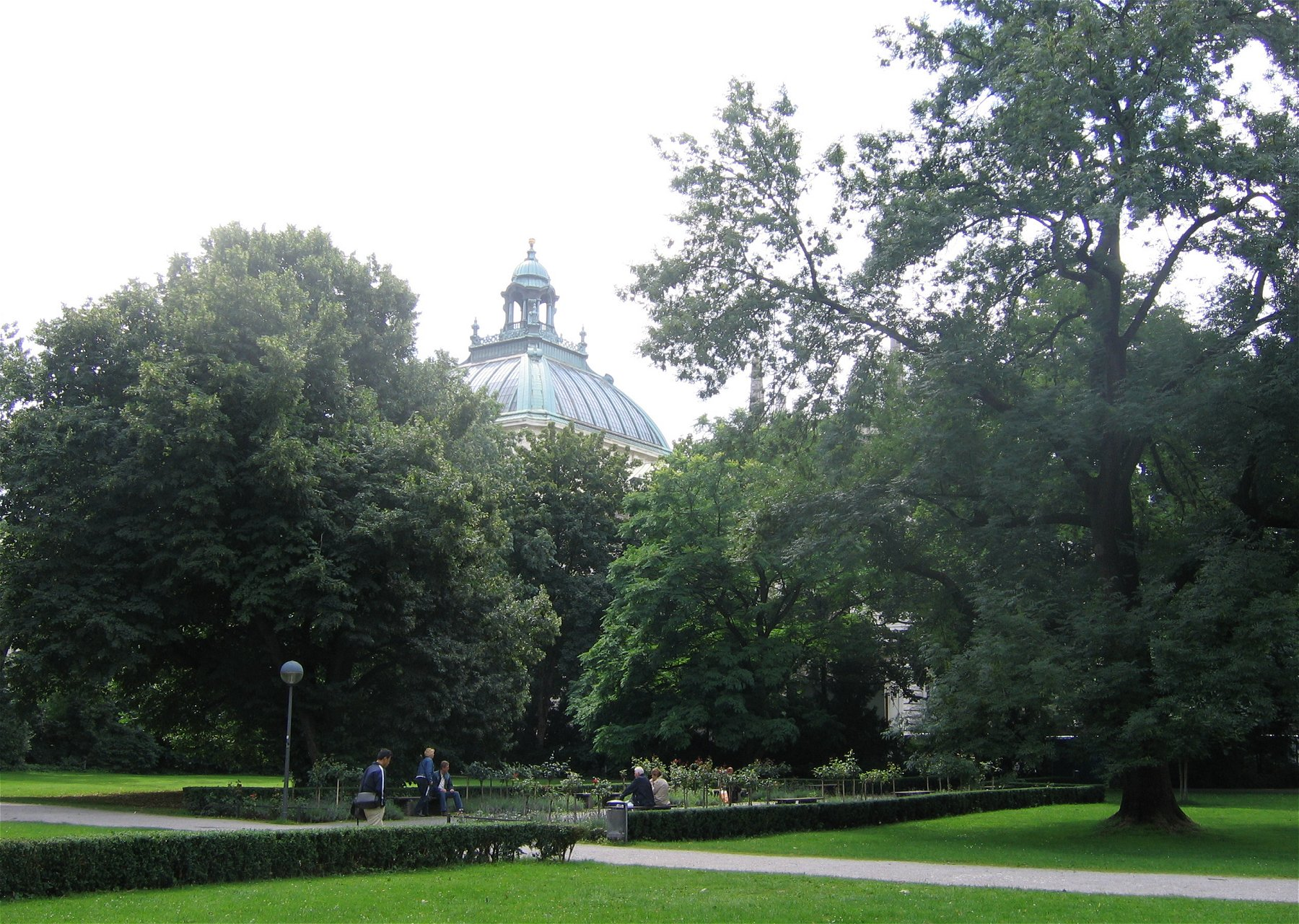
Alter Botanischer Garten
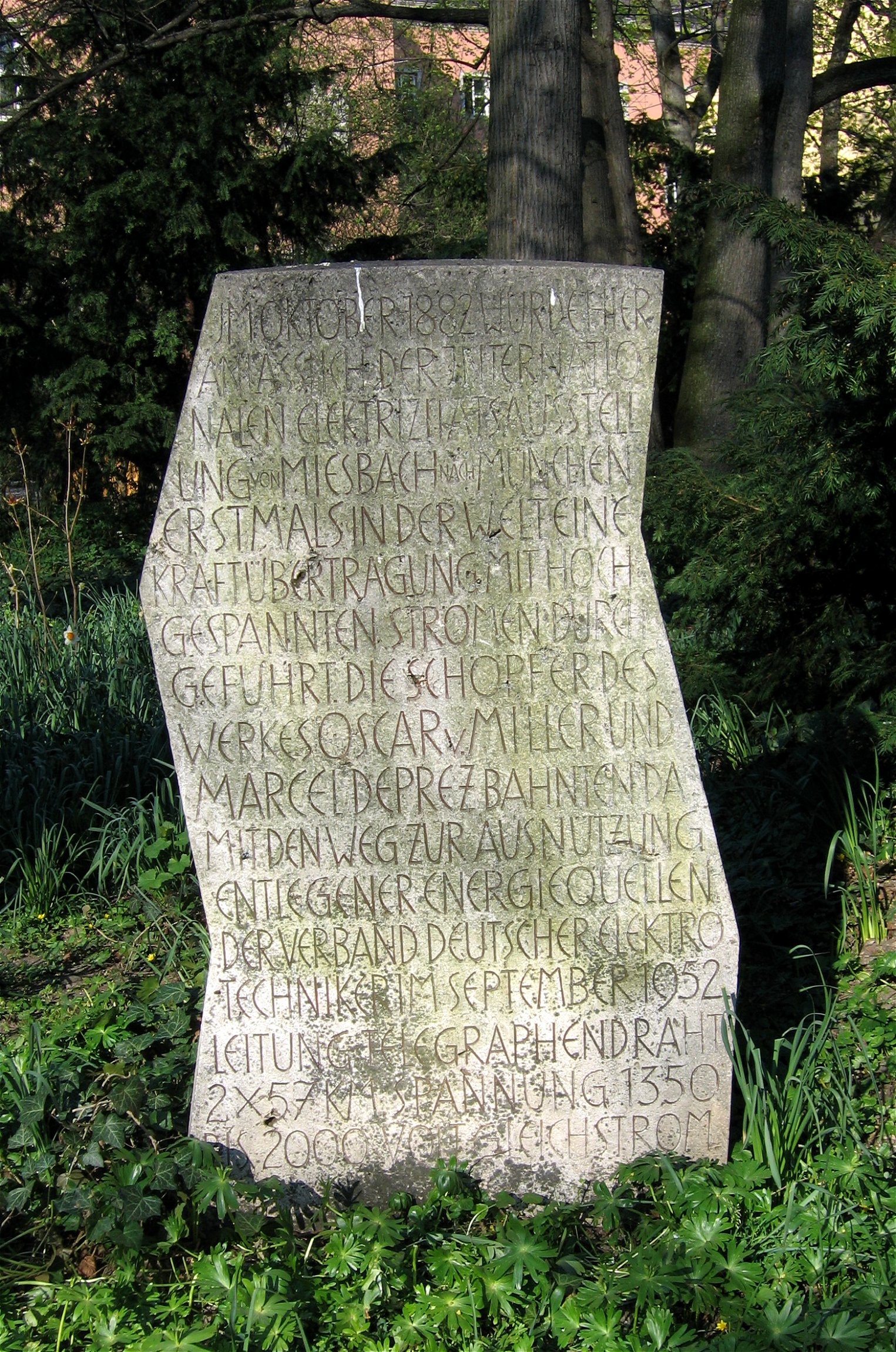
Gedenkstein zur Erinnerung an die erste Gleichstromfernübertragung (Miesbach–München) im Jahre 1882
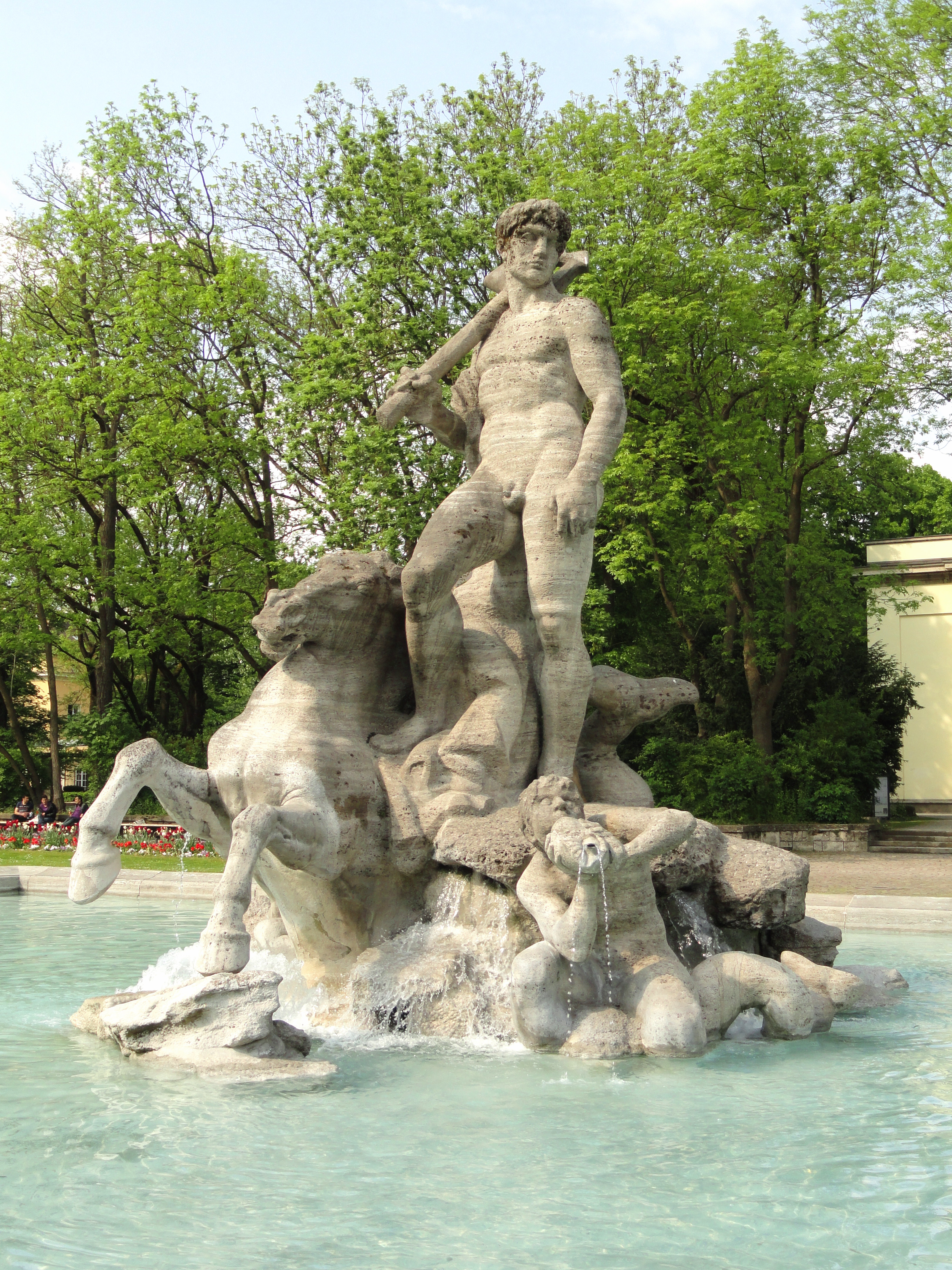
Neptunbrunnen